# Mark Van Doren
Mark Van Doren (Condado de Vermilion, 13 de junio de 1894 - Torrington (Connecticut), 10 de diciembre de 1972) fue un poeta, crítico literario y profesor universitario estadounidense, ganador del Premio Pulitzer.

## Biografía
Era hijo del médico del condado y se crio en la granja de su familia al este de Illinois. Fue el más joven de los hermanos del académico Carl Van Doren. Mark Van Doren obtuvo el Bachelor of Arts en la Universidad de Illinois en 1914, para doctorarse en la Universidad de Columbia en 1920.
Van Doren fue profesor en la Universidad de Columbia desde 1920 hasta 1959 y en dos ocasiones trabajó en el equipo directivo del periódico The Nation. Entre sus estudiantes en Columbia se encontraban poetas como John Berryman, Allen Ginsberg, John Hollander y Louis Simpson, el autor y activista Whittaker Chambers, así como el escritor y monje trapense Thomas Merton.
Mark Van Doren se casó con la novelista Dorothy Graffe Van Doren en 1922. Su hijo, Charles Van Doren (nacido el 12 de febrero de 1926), logró notoriedad en programas de concursos televisivos en la década de 1950 tuvo 14 impactantes participaciones entre 1956 y 1957, superando a 13 competidores, en concreto en Twenty One.

## Trayectoria literaria y crítica
El primer libro de crítica literaria que publicó fue The Poetry of John Dryden, en 1920, y fue base de su tesis de doctorado. Tras éste siguieron varios ensayos sobre literatura y libros de crítica, incluyendo libros sobre autores como Shakespeare o Nathaniel Hawthorne, así como análisis sobre obras más clásicas.
Fue autor de numerosos volúmenes de poesía, siendo el primero Spring Thunder, en 1924. Cabe destacar la antología Collected and New Poems, 1924-1963 con la que ganó el Pulitzer de 1940; una obra teatral en verso, The Last Days of Lincoln; y varias novelas y un libro de relatos.

## Obras

### Poesía
- 1924: Spring Thunder.
- 1928: An Anthology of World Poetry.
- 1931: Jonathan Gentry, tres poemas narrativos que abarcan un solo libro sobre tres generaciones de la misma familia.
- 1932: The Oxford Book of American Prose.
- 1935: Winter Diary.
- 1939: Collected Poems 1922-1938, con la que obtuvo el Premio Pulitzer de Poesía en 1940.
- 1941: The Mayfield Deer.
- 1942: Our Lady Peace and Other War Poems.
- 1946: The Country Year.
- 1954: Selected poems.
- 1958: Don Quixote's Profession.
- 1959: The Last Days of Lincoln, a play in six scenes, obra teatral en verso.
- 1963: Collected and New Poems 1924–1963.
- 1967: Mark Van Doren: 100 poems.
- 1969: That Shining Place: New Poems.

### Novelas
- 1935: The Transients.
- 1940: Windless Cabins.
- 1943: Tilda.

### Relatos
- 1954: Nobody Say a Word.

### Ensayos
- 1916: Henry David Thoreau: A Critical Study.
- 1920: The Poetry of John Dryden.
- 1928: Introduction to Bartram's Travels.
- 1929: An Autobiography of America.
- 1932: American poets, 1630–1930.
- 1939: American and British Literature Since 1890, en colaboración con Carl Van Doren.
- 1939: Shakespeare.
- 1943: The Liberal Education.
- 1943: The night of the summer solstice: & other stories of the Russian war.
- 1946: The Noble Voice.
- 1949: Nathaniel Hawthorne.
- 1951: Introduction to Poetry.
- 1958: The Autobiography Of Mark Van Doren.
- 1961: The Happy Critic.
- 1962: Mark Van Doren on Great Poems of Western Literature.
- 1968: Insights into literature.
- 1987: The Selected Letters of Mark Van Doren.
- 2007: John Dryden: A Study of His Poetry.
- 2010: Edwin Arlington Robinson.

### Audio
- 1967: Mark Van Doren Reads from His Collected and New Poems.

## Obras traducidas al castellano
- La profesión de Don Quijote, Fondo de Cultura Económica, Buenos Aires, 1962. Traducción de Don Quixote's Profession por Pilar de Madariaga.

## Premios
- 1940: Premio Pulitzer de Poesía por Collected Poems 1922-1938.[5]
- 1963: Emerson-Thoreau Medal.[6]
- 1967: Academy of American Poets Fellowship.[7]